# Short Rangoon
Short S.8/8 Rangoon là một loại tàu bay hai tầng cánh của Anh trong thập niên 1930. Do hãng Short Brothers thiết kế chế tạo cho Không quân Hoàng gia.

## Quốc gia sử dụng
Anh Quốc
- Không quân Hoàng gia
- Air Pilots Training Ltd

 Nhật Bản
- Dai-Nippon Teikoku Kaigun Koukuu-tai (biến thể Kawanishi H3K)

## Tính năng kỹ chiến thuật (S.8/8 Rangoon)
Dữ liệu lấy từ Thetford 1957, p. 367
Đặc điểm tổng quát
- Kíp lái: 5
- Chiều dài: 66 ft 9½ in (20,35 m)
- Sải cánh: 93 ft (28,35 m)
- Chiều cao: 23 ft 9 in (7,24 m)
- Diện tích cánh: 1.828 sq ft (169,8 m)
- Trọng lượng rỗng: 14.000 lb (6.350 kg)
- Trọng lượng có tải: 22.500 lb (10.206 kg)
- Động cơ: 3 × Bristol Jupiter XIF, 540 hp (403 kW)  mỗi chiếc

 Hiệu suất bay 
- Vận tốc cực đại: 100 knot (115 mph, 185 km/h)
- Vận tốc hành trình: 83 knot (92 mph, 148 km/h)
- Tầm bay: 565 nm (650 dặm, 1046 km)
- Trần bay: 12.000 ft (3.658 m)
- Vận tốc lên cao: 550 ft/phút (2,8 m/s)
- Thời gian bay: 7 giờ ở vận tốc 92 mph

Trang bị vũ khí

- Súng: 3 súng máy Lewiss 0.303 in
- Bom: Lên tới 1.000 lb (455 kg)